# Viaduct van Herve (spoor)
Het viaduct van Herve is een spoorwegviaduct in de gemeente Herve in de Belgische provincie Luik. Het viaduct is een deel van HSL 3, en loopt parallel met het gelijknamige viaduct in de E40/A3-autosnelweg. Het viaduct is 459 m lang en wordt beheerd door Infrabel.
Het viaduct werd gebouwd in 2007, bij de aanleg van de HSL 3 tussen Luik en de Duitse grens. Omdat de bodem niet stabiel genoeg is, werden de pijlers in V-vorm gebouwd op een horizontale fundering.